# Planchadora

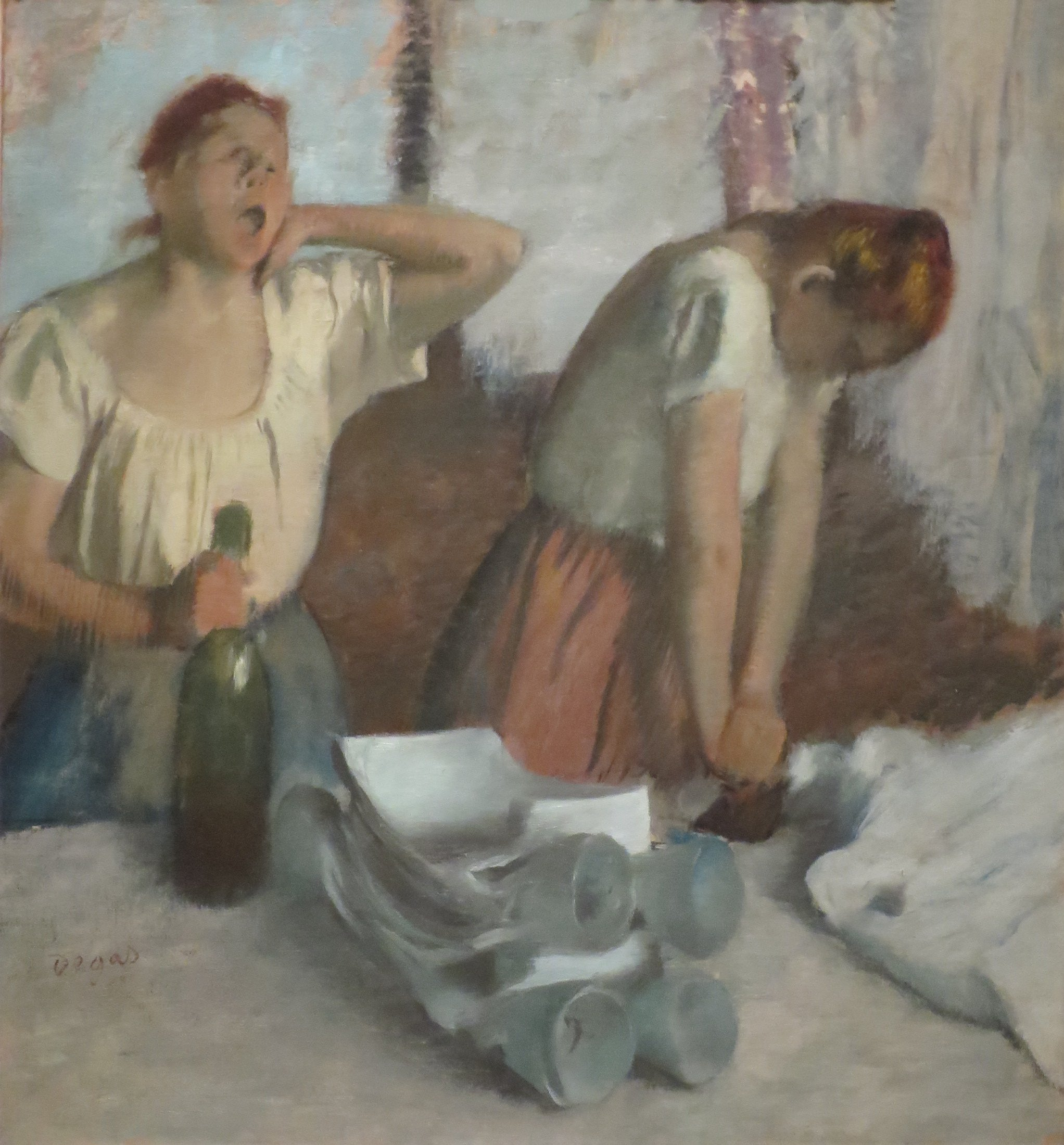
Boceto al pastel para Las planchadoras (ca. 1884) de Edgar Degas, en el Norton Simon Museum.

Planchadora era la mujer cuyo oficio era planchar. Tuvo especial desarrollo como ocupación casi exclusiva de la mujer durante los siglos xix y xx, y fue representada por pintores como Edgar Degas, Rik Wouters Thomas Harrington, Picasso o Yelena Polenova.

## Historia
Conocidos los sistemas que egipcios, griegos y romanos usaban para mantener la tersura o los pliegues de una vestimenta elegante, aquellas civilizaciones no parecen haberle dado a la mujer la exclusiva de tales ocupaciones. Más probable es la progresiva institución de este oficio posteriormente entre la servidumbre en las cortes de Oriente y Occidente aunque desde fecha incierta; si bien ya puede documentarse como presente en el ajetreo doméstico del Renacimiento europeo o en las suntuosas ciudades imperiales chinas, la iconografía de las planchadoras no empieza a ser importante hasta el siglo xviii.
Más allá de la utilización de barras o rodillos de hierro calentados para afirmar los pliegues de las togas y mantos o reducir las arrugas de la vestimenta (recursos usados en el Mundo Antiguo), la historia de las planchadoras queda unida a la de las primitivas planchas, objetos de pie ancho y plano provistos de algún tipo de asa con los que se presionaban las prendas o lienzos de tejido después de recalentarlos por muy diferentes métodos. Contemporánea de los renacentistas fue la “caja caliente”, una plancha que disponía de un compartimiento para depositar brasas de carbón incandescentes o un ladrillo recalentado, y que supuso un importante innovación sobre las tradicionales planchas de hierro calentadas sobre la chapa de las cocinas de leña o de carbón, instrumento que no obstante se ha usado hasta mediado el siglo xx. La introducción en los hogares del gas en el siglo xix promovió el uso durante unos años de planchas a gas que se acabaron retirando por su peligrosidad.
Otros inventos asociados a la iconografía de las planchadoras fueron las "tencillas", la mesa de planchar y la "tabla doble", un recurso que facilitaba el trabajo sobre zonas de las prendas de vestir como las mangas de las camisas, los pantalones, etc. Finalmente, la demanda provocada por los hábitos de higiene y presunción de la clase burguesa provocó desde mediados del siglo XIX la creación de negocios dedicados al planchado (unido al de las primitivas lavanderías) y la masificación del oficio de lavanderas y planchadoras, sin estructura gremial, muy poco valorado y en la habitual línea de explotación humana de la industrialización.
Entre las habilidades de las planchadoras hay que citar el almidonado de ciertas partes de la ropa blanca que requerían rigidez (como cuellos y puños), el encañonado de volantes, rizos, etc. tras el planchado, para el que se usaban unas tenacillas calientes especiales (tijeras con los cantos planos), para formar los cañones.
Desde su aspecto sociológico, puede decirse que la institución dentro de la sociedad preindustrial de las planchadoras, generó un modelo de oficio subsidiario de la prosperidad de las clases burguesas y la evolución de los útiles y recursos para el planchado de la ropa.

### Oficio del teatro
Casi rozando el grado profesional, este oficio se integró en el cuadro de operarios del teatro y la ópera desde el siglo xviii, junto a sastras, utileros, oficiales de guardarropía y primitivos ‘vestuaristas’.

### Musas del naturalismo

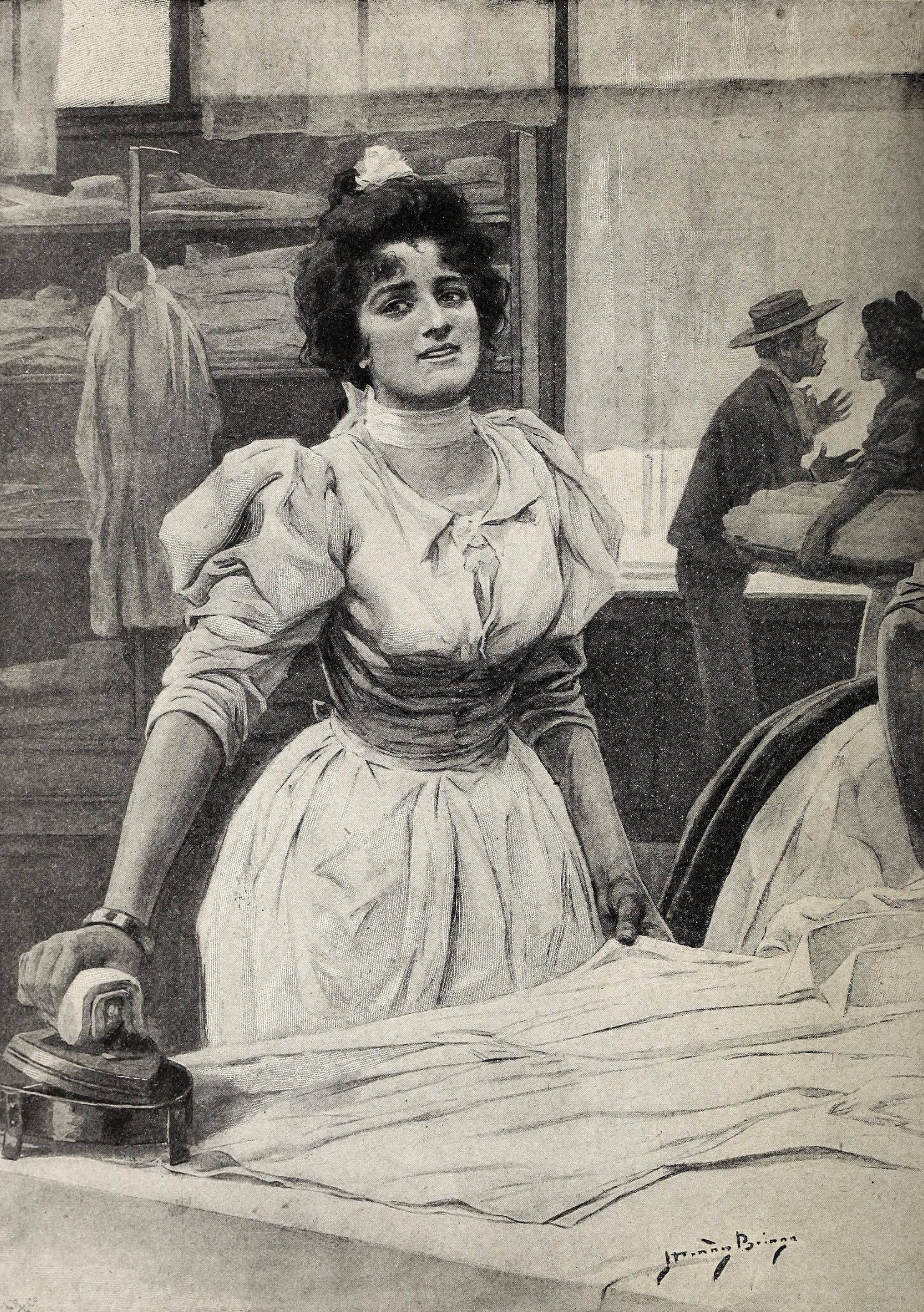
Planchadora, por Narciso Méndez Bringa, en Blanco y Negro (17 de agosto de 1898).

La presencia de imágenes y temas del llamado realismo social en la pintura y la literatura del xix ha dejado una importante galería iconográfica y un no menos despreciable estudio de tipos. La planchadora es uno de ellos. Las series del impresionista francés Edgar Degas y la revisión del tema por figuras como Picasso han dejado un singular documento de la presencia en este oficio de la mujer parisina. Otro tanto habría que decir de las planchadoras españolas en la novela realista y en la zarzuela, con personajes como la Mari Pepa, protagonista de La Revoltosa.  
En una vertiente quizá más naturalista –y ya en un capítulo anecdótico– puede anotarse que fueron planchadoras las madres de músicos argentinos como Carlos Gardel, Víctor Ocampo o Abel Fleury, del borgiano Rosendo Juárez, como también lo fueron la del académico francés Jean Giono o el actor e intelectual suizo Karl Meier.